# جميل أحمد
جميل أحمد (1953 - ) هو لاعب كريكت باكستاني. لعب مع East Pakistan first-class cricket teams ‏.

## وصلات خارجية
- جميل أحمد على موقع إي آس بي آن كريك إنفو (الإنجليزية)